# Entedon thonis
Entedon thonis är en stekelart som beskrevs av Walker 1839. Entedon thonis ingår i släktet Entedon och familjen finglanssteklar.
Artens utbredningsområde är Frankrike. Inga underarter finns listade i Catalogue of Life.